# Берто, Жан Луи
Жан Луи Берто, известный как Жан Луи (фр. Jean Louis Berthault; 5 октября 1907 — 20 апреля 1997) — голливудский художник по костюмам

 и обладатель премии «Оскар» за лучший дизайн костюмов, работавший со многими кинозвёздами.

## Биография и карьера
После получения художественного образования в Париже начал карьеру в области дизайна и шитья во французском доме моды Agnès-Drecoll. Жан Луи приехал в США в середине 1930-х годов. До Голливуда он работал в Нью-Йорке у модной предпринимательницы Хэтти Карнеги, среди клиентов которой была Джоан Кон, жена руководителя студии Columbia Pictures Гарри Кона.
В 1937 году Луи разработал костюм, обычно называемый Carnegie suit: приталенный пиджак и длинная юбка-карандаш. Он стал одним из первых костюмов, узнаваемых как американский бренд.
С 1944 по 1960 год Луи работал главным дизайнером в Columbia Pictures. Его самые известные работы включают чёрное атласное платье без бретелек Риты Хейворт для фильма Гильда (1946), сценическую одежду Марлен Дитрих для её мирового турне по кабаре, а также прозрачное блестящее платье, в котором Мэрилин Монро пела песню «Happy Birthday, Mr. President» Джону Кеннеди в 1962 году.
Это платье было весьма облегающим, и Луи потом говорил, что ему пришлось зашивать его непосредственно на мисс Монро непосредственно перед её выступлением. Характеризуя этот наряд он позже вспоминал: «Это была прозрачная, очень тонкая ткань, украшенная искусственными бриллиантами, чтобы в свете прожекторов она могла сверкать. Под платье она ничего не надела, совершенно ничего. Стоило оно 5000 долларов. Со спины она выглядела не слишком красиво, но…» Изначально Луи разработал версию «прозрачного» платья для Марлен Дитрих, она носила его на своих концертных шоу. Впечатлённая Монро спросила об этом Дитрих. Марлен рассказала Мэрилин, как работает иллюзия невидимости платья и отправила её к Луи. В 2016 году оно было продано за 4 800 000 долларов.
В начале 1960-х Луи прекратил отношения со студиями, открыл салон в Беверли-Хиллз, Калифорния, и продолжил заниматься дизайном для фильмов на фрилансе. Так он работал до 1988 года.
В 1993 году, через четыре года после смерти своей второй жены, Луи женился на бывшей клиентке Лоретте Янг, они состояли в браке до его смерти в 1997 году. Он спроектировал гардероб Янг для её телепрограммы «Шоу Лоретты Янг» (1953-61), и многие смотрели шоу ради того, чтобы увидеть её одежду.
Более сорока лет Луи создавал одежду для многих звёзд Голливуда. Он получил «Оскар» за работу над фильмом «Кадиллак из чистого золота» (англ.) в 1956 году. Кроме этого, у него были ещё тринадцать номинаций на «Оскар».
Помимо звёзд Голливуда, среди клиентов Жана Луи были Уоллис Симпсон, герцогиня Виндзор, а также первая леди Нэнси Рейган в 1980-х годах.

## Номинации и награда «Оскар»
- 1950 — Рождённая вчера
- 1952 — Афера на Тринидаде
- 1953 — Отныне и во веки веков
- 1954 — Это должно случиться с тобой / It Should Happen to You
- 1954 — Звезда родилась
- 1955 — Пчелиная королева / Queen Bee
- 1956 — Кадиллак из чистого золота / The Solid Gold Cadillac — победа
- 1957 — Приятель Джоуи / Pal Joey
- 1958 — Колокол, книга и свеча / Bell, Book and Candle
- 1961 — Нюрнбергский процесс
- 1961 — Бэк-стрит / Back Street (1961)
- 1965 — Корабль дураков
- 1966 — Гамбит
- 1967 — Совершенно современная Милли / Thoroughly Modern Millie